# I liga 1988-1989
L'edizione 1988-89 della I liga vide la vittoria finale del Ruch Chorzów.
Capocannoniere del torneo fu Krzysztof Warzycha (Ruch Chorzów), con 24 reti.

## Classifica finale
|     | Classifica            | G  | V  | N  | P  | GF | GS | Pt |
| --- | --------------------- | -- | -- | -- | -- | -- | -- | -- |
| 1.  | Ruch Chorzów          | 30 | 19 | 8  | 3  | 48 | 18 | 52 |
| 2.  | GKS Katowice          | 30 | 17 | 8  | 5  | 50 | 24 | 47 |
| 3.  | Górnik Zabrze         | 30 | 17 | 5  | 8  | 55 | 29 | 45 |
| 4.  | Legia Varsavia        | 30 | 14 | 9  | 7  | 41 | 19 | 43 |
| 5.  | Stal Mielec           | 30 | 13 | 7  | 10 | 35 | 27 | 33 |
| 6.  | Lech Poznań           | 30 | 11 | 10 | 9  | 39 | 32 | 33 |
| 7.  | Widzew Łódź           | 30 | 9  | 12 | 9  | 27 | 27 | 29 |
| 8.  | Jagiellonia Białystok | 30 | 9  | 12 | 9  | 22 | 27 | 29 |
| 9.  | Śląsk Wrocław         | 30 | 7  | 14 | 9  | 34 | 35 | 28 |
| 10. | ŁKS Łódź              | 30 | 8  | 11 | 11 | 34 | 45 | 26 |
| 11. | Olimpia Poznań        | 30 | 9  | 9  | 12 | 33 | 41 | 25 |
| 12. | Wisła Cracovia        | 30 | 10 | 6  | 14 | 35 | 48 | 23 |
| 13. | Pogoń Szczecin        | 30 | 7  | 9  | 14 | 34 | 50 | 20 |
| 14. | GKS Jastrzębie        | 30 | 8  | 8  | 14 | 24 | 43 | 19 |
| 15. | Górnik Wałbrzych      | 30 | 7  | 5  | 18 | 22 | 44 | 15 |
| 16. | Szombierki Bytom      | 30 | 4  | 9  | 17 | 33 | 57 | 13 |

### Verdetti
- Ruch Chorzów Campione di Polonia 1988-89.
- Ruch Chorzów ammesso alla Coppa dei Campioni 1989-1990.
- GKS Katowice e Górnik Zabrze ammesse alla Coppa UEFA 1989-1990.
- Pogoń Szczecin e GKS Jastrzębie retrocesse in II liga polska dopo aver perso il playout.
- Górnik Wałbrzych e Szombierki Bytom retrocesse in II liga polska.